# Antoni M. Ballester i Puchalt
Antoni M. Ballester i Puchalt (València, 1830 — Xixona, 1891) va ser un comediògraf i advocat valencià. Va fundar «El Foro Valenciano» i va compondre obres teatrals destacades com El tio Sec i el so Salustiano. Va exercir com a secretari i regidor a l'Ajuntament de València i va desenvolupar un sistema de taquigrafia per a la Societat Econòmica d'Amics del País. A més, va establir una càtedra de declamació l'any 1862.